# Пионирски парк
Пионирски парк је један од централних београдских паркова, смештен између Булевара краља Александра и Улица краља Милана, кнеза Милоша и Драгослава Јовановића. Простире се на површини од 3ha 60a 13m²
Данашњи Пионирски парк, а некадашња Дворска башта, чини заштићену околину непокретних културних добара: зграде Старог двора - данас зграда Скупштине града Београд и Новог двора - данас седиште председника Републике Србије.

## Историја парка
Када је 1842. године на престо ступио Александар Карађорђевић, није имао свој двор јер су сви дотадашњи конаци били својина Обреновића. Зато је држава, за потребе формирања резиденције новог кнеза Србије Александра Карађорђевића, купила кућу са баштом на Теразијама, коју је сазидао Стојан Симић, на мочварном терену који је поравнат и насут. У тој згради је био стари двор, који је после убиства краља Александра Обреновића порушен. Када је Србија проглашена краљевином, 1882. године, саграђена је нова зграда двора, двор краља Милана (данашњи Стари двор). Изградња зграде Новог краљевског двора - двора краља Александра I Карађорђевића, започета је, према пројекту архитекте Стојана Тителбаха, 1911. године, а завршена 1922. године. Концепција градње је везана за архитектуру Старог двора са којом чини јединствену целину.
На углу данашње Улице кнеза Милоша и Булевара краља Александра се налази осматрачница Врховне команде српске војске која је пренета са солунског фронта.
Планирано је да се на простору Дворске баште направи нови двор, али краљ Александар је одустао од тога - двор је направљен на Дедињу а Нови двор је уступљен музеју. Затим се размишљало о уређењу тог простора, нпр. да се између ул. Краља Милана и Александрове направе тргови Уједињења и Витешког краља, са обелиском одн. спомеником.
После Другог светског рата, 1945. године уклоњен је високи камени зид који је затварао дворску башту и тако је постала јединствени зелени градски простор назван Пионирски парк, по чесми посвећеној пионирима која је изграђена 1952. године. Тако је остварен урбанистичко-архитектонски склоп истакнуте естетске и амбијенталне вредности, који се одржао до данас, са Пионирским парком као једним од првих паркова Београда, који је очигледан пример утицаја тадашње развијене Европе који су допирали у Србију.
Прва дворска зграда Стари двор (данас кабинет Градоначелника Београда) настао током владавине Династије Обреновића. Након неколико година 1911. почета је изградња Новог двора који је грађен као резиденција краљевске породице. Према пројекту архитекте Стојана Тителбаха је градња започела 1912. године а завршена је тек после Првог светског рата. У Новом Двору је боравио краљ Александар I Карађорђевић до изградње Двора на Дедињу. Од 1934. до 1945. године се ту налазио Музеј Кнеза Павла, да би после Другог светског рата назив променио у Народни Музеј.
До 1944. парк је био опасан високим зидом и служио је као башта Дворског комплекса. Уклањањем зида парк је предат на јавно коришћење и добио име Пионирски парк, по истоименој организацији најмлађих. На углу улица Булевара краља Александра и кнеза Милоша је остала гомила камења поређана да личи на осматрачницу на Кајмакчалану где су се млади краљевићи Александар, Томислав и Андреј играли рата. Данас су ту спомен плоче са ликом и именом свих српских војсковођа из Првог светског рата.
У периоду од 22. до 31. августа 1957. године у парку је одржана изложба под називом „Скулптура у слободном простору”.
Скулптура „Седећа фигура”, дело академика Ивана Саболића, постављена је 29. јула 1987; била је поклон Аранђеловца, као једно од најбољих дела са смотре „Мермер и звуци”. Године 1989. у Парку је подигнут споменик Надежди Петровић, рад вајарке Ангелине Гаталице. Споменик је поклон града Аранђеловца.

### Интервенције у парку у 21. веку
У оквиру парка изграђена је подземна гаража на три нивоа, која је отпочела са радом 1. априла 2005. године. Гаража има 467 паркинг места, са једним издвојеним местом за инвалиде и два породична и паркинг места за труднице. Улаз је из улице Драгослава Јовановића.
У марту 2025. године, као одговор на студентске протесте и блокаде, група студената познатија као Студенти 2.0 или Студенти који желе да уче, гради камп у Пионирском парку и износи своје захтеве. Уочи великог протеста студената у блокади под називом 15. за 15, камп бива ограђен металним оградама, а потом и тракторима. Дан након поменутог протеста Студенти 2.0 се повлаче из парка иако њихови захтеви нису испуњени. Међу Студентима 2.0 било је више старијих мушкараца, за које се сумњало да су студенти, као и припадника ЈСО-а, такође је било назнака да су поједини плаћени за боравак у кампу. Камповање је трајало од 6. марта до 16. марта.

### Андрићев венац
У част великана југословенске књижевности и нобеловца Иве Андрића, простор између Пионирског парка и Улице краља Милана, на коме се налази зграда Новог двора, данас носи назив Андрићев венац. Улица која се некада звала Дворско сокаче преуређена је у шеталиште на коме се налази споменик Иви Андрићу.

## Хортикултурно уређење парка
Пејзажно-архитектонско уређење Парка чини нераздвојиву целину са културно-историјским вредностима целог простора. Простор Парка, са значајним визурама које се пружају на околине просторне елементе, чине три различито обликоване потцелине:
- Простор уз Улицу кнеза Милоша, решен у пејзажном (слободном) стилу, представља највећи и најквалитетнији део Парка са највише квалитетних стабала.
- Цветни партер испред зграде Скупштине града, без високог растиња.
- Простор према Улици краља Милана са фонтаном, богато уређеним цветним партером и два бочна дела уз зграде дворова, са неколико појединачних високих четинара и лишћара.

Богатство Парка чине различите домаће и увезене врсте дрвећа, међу којима се истиче неколико највреднијих примерака импозантних димензија, који су обележени инфо-таблама. Међу њима су храст лужњак (Quercus robur L.), копривић (Celtis australis L.), гинко (Ginkgo biloba L.), дивљи кестен (Aesculus hippocastanum L.) и други. Високовредна дендрофлора обогаћена је бројним врстама декоративних цветница и трајница.
Као део целокупног система јавног зеленила, Пионирски парк је значајан елемент климатске инфраструктуре града Београда.

## Галерија
- Кајмакчаланска осматрачница у углу парка.
- Поглед на фонтану и Дом Народне скупштине Републике Србије.
- Сибирски брест у Пионирском парку код источног улаза у подземну гаражу.
- Амерички мочварни храст у Пионирском парку.
- Лагерстремија у цвету.
- Стабло црног ораха испред Новог двора.
- Свиласта албиција у делу између два двора
- Споменик Надежди Петровић